# Cathédrale de la Sainte-Trinité de Tbilissi
Pour les articles homonymes, voir Cathédrale de la Sainte-Trinité.
La cathédrale de la Sainte-Trinité de Tbilissi ou Tsminda Saméba (en géorgien : თბილისის წმინდა სამების საკათედრო ტაძარი) est la principale cathédrale orthodoxe située à Tbilissi, en Géorgie. Elle a été construite en 2004 et vouée à la sainte Trinité (en géorgien : წმინდა სამება / c̣minda sameba). Elle est le siège du patriarcat de l'Église orthodoxe de Géorgie.

## Histoire
La cathédrale de Tbilissi était auparavant la cathédrale de Sion, en Vieille Ville. 
La nouvelle cathédrale, construite sur la colline de Saint-Élie dominant le fleuve Koura, inaugurée en 2006, est la plus grande église du Caucase méridional : métro Alvabari.
Elle mélange plusieurs styles architecturaux de la Géorgie. De plan cruciforme, elle est couronnée en son centre d’un dôme soutenu par huit piliers. Une croix de 7,5 mètres de haut domine l’ensemble. Son campanile s’élève à côté. L’église inférieure est dédiée à l’Annonciation.
La décision de construire la cathédrale a été prise en 1989 pour les mille cinq cents ans de l’autocéphalie de l’Église géorgienne et en préparation du deuxième millénaire de la chrétienté. Le projet de l’architecte Artchil Mindiachvili a été retenu parmi plus de mille. La première pierre de la cathédrale a été bénite le 23 novembre 1995 et le premier service religieux a eu lieu le 25 décembre 2002. Elle a été consacrée le jour de la Saint-Georges de 2004, patron du pays.
La cathédrale (sans la croix) mesure 68 mètres de hauteur, 77 mètres de longueur d’est en ouest, 65 mètres de longueur du nord au sud, et a une surface de 5 000 m2 environ.

## Galerie

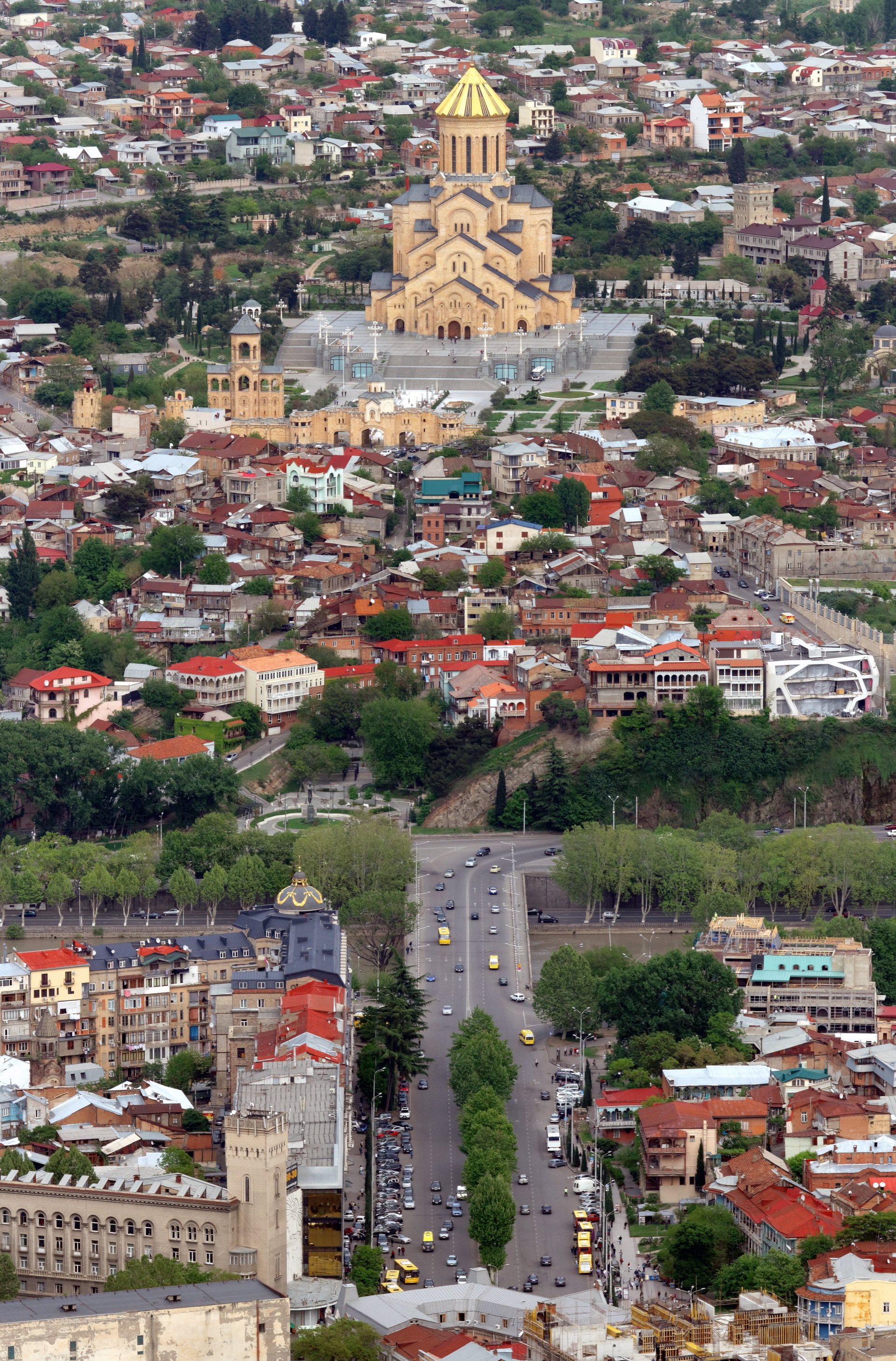
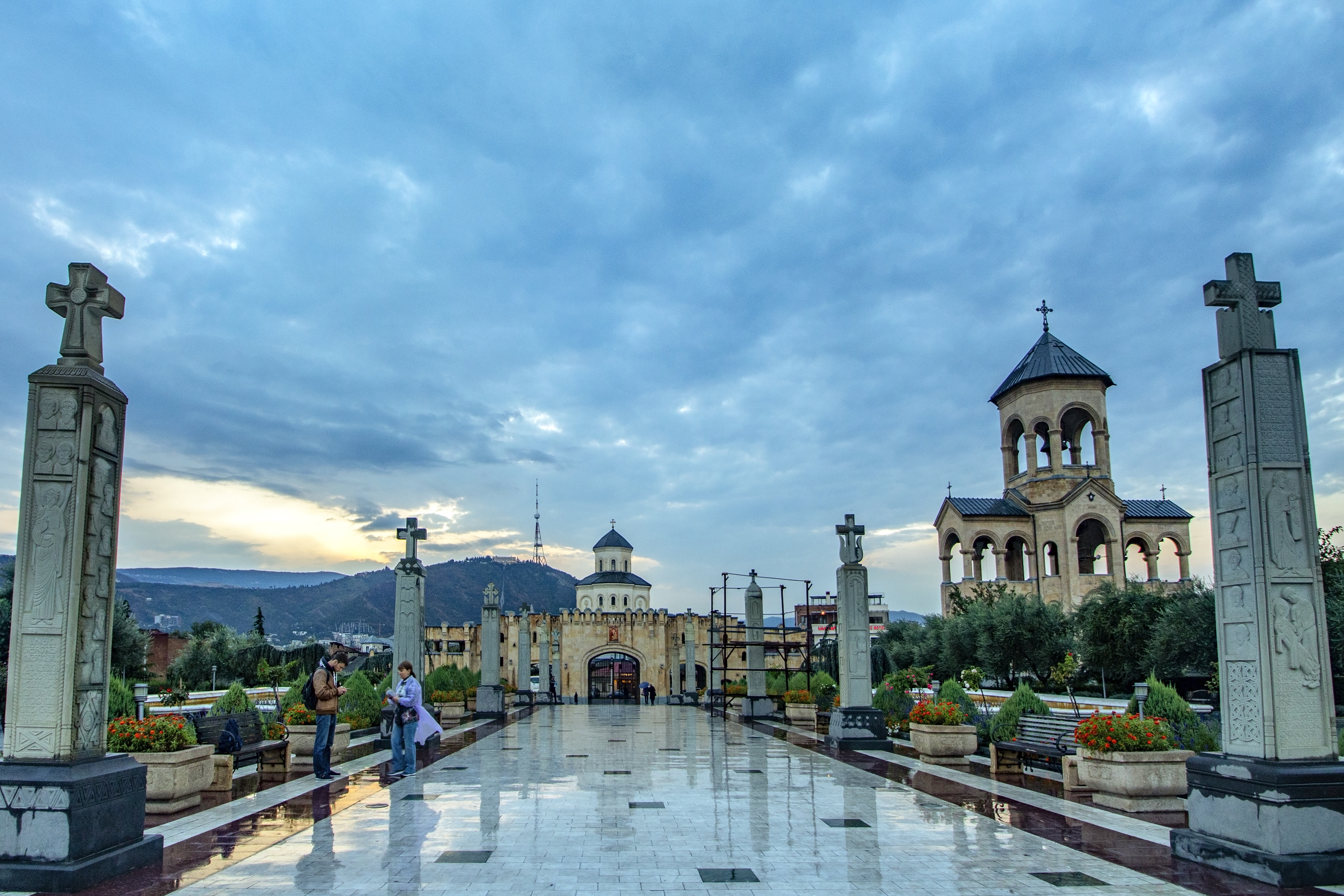
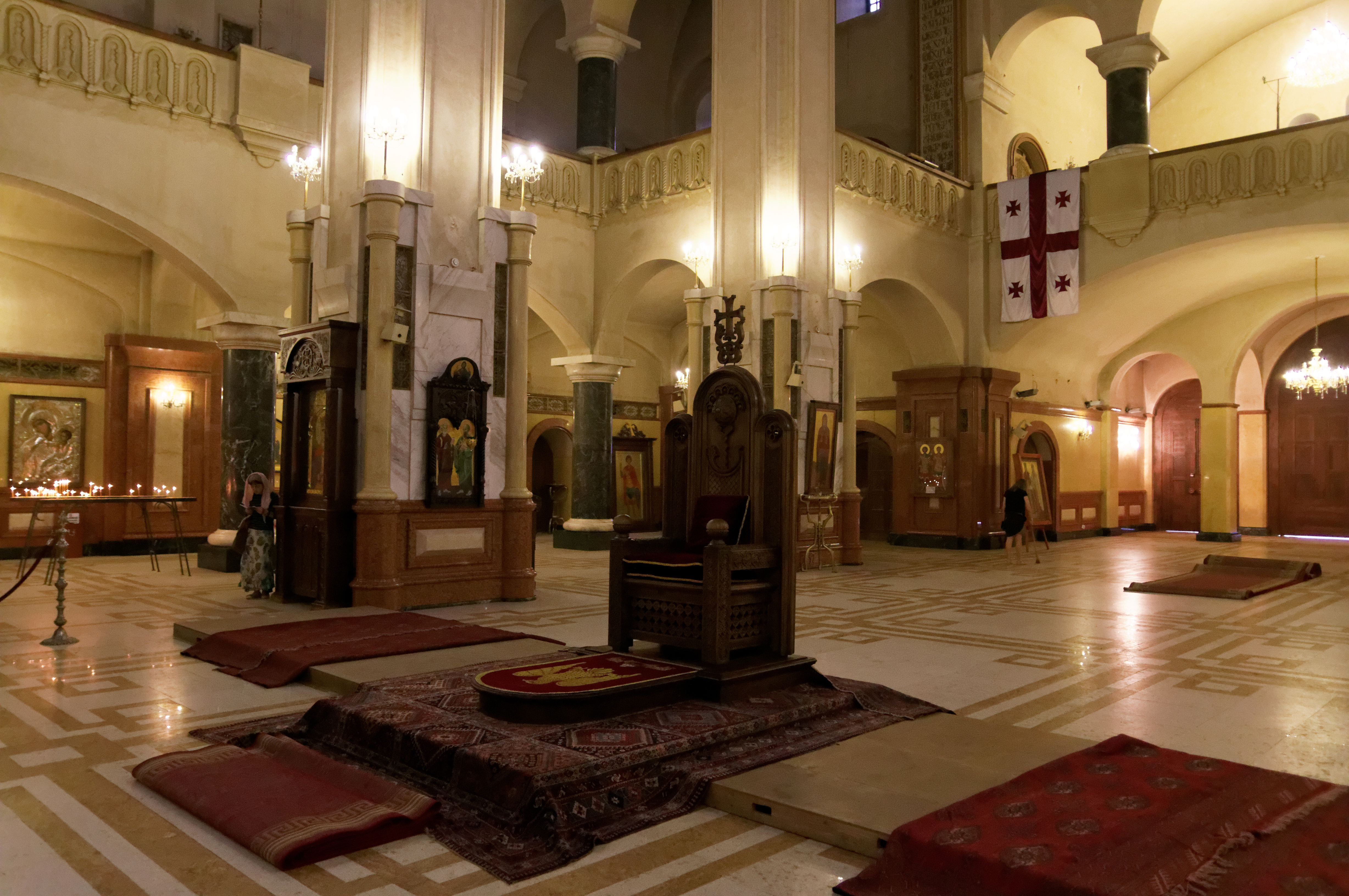
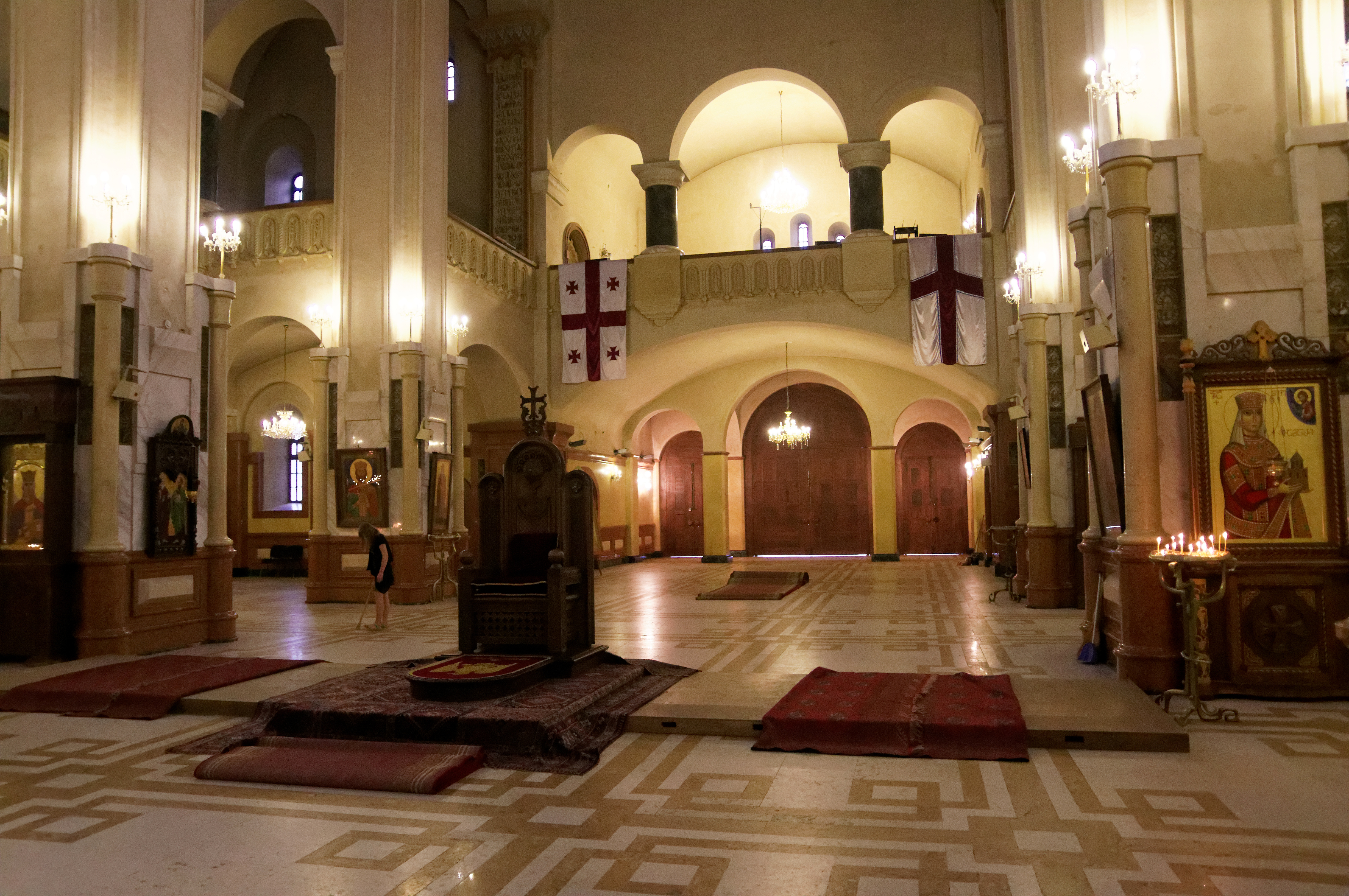
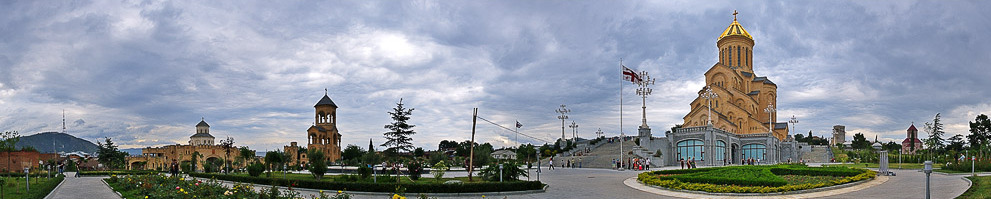

| Image externe |                      |
|               | 360° vue panoramique |